# Альфонсо II д'Есте
Альфонсо ІІ д'Есте (італ. Alfonso II d'Este; 22 листопада 1533 — 27 жовтня 1597) — останній герцог феррарський (1559—1597), моденський і реджоський. Представник шляхетного Естенського дому. Син феррарського герцога Ерколе II і французької принцеси Ренати, доньки французького короля Людовика XII з дому Валуа. Народився у Феррарі, Північна Італія. В молодості брав участь у війнах французького короля Генріха II проти Габсбургів. Успадкував герцогство після смерті батька, але півтора місяці перебував під регентством матері. На вимогу папи Пія IV вислав матір-кальвіністку назад до Франції. Переніс Феррарський землетрус 1570 року магнитудою 5.5 балів. 1583 року став союзником імператора Рудольфа II у війні проти Османської імперії в Угорщині. 1587 року був кандидатом на виборах короля Речі Посполитої (програв Сигізмунду III Вазі). Помер бездітним у Феррарі. Похований у Феррарському монастирі Тіла Господнього. 1598 року його феррарські володіння перейшли до Папської держави.

## Імена
- Альфонс II Естенський (лат. Alfonsus II Estensis) — у тогочасних і пізніших латинських документах, з тронним номером, або без нього, з родинним іменем Естенського дому, узятим від міста Есте.
- Альфонсо II д'Есте, Альфонсо II з Есте, або Альфонсо II Естенський (італ. Alfonso II d'Este) — за родовим іменем.
- Альфонсо II Феррарський (італ. Alfonso II di Ferrara) — за назвою герцогства.

## Біографія

### Молоді роки
Альфонсо був старшим сином Ерколе II д'Есте і Рене Французької, дочки короля Франції Людовика XII й Ганни Бретонської. Будучи ще юнаком, перебував на службі у французького короля Генріха II та воював проти Габсбургів. Незабаром після того, як повернувся до Ферари і став герцогом, Папа Римський змусив Альфонсо вислати свою матір назад у Францію, у зв'язку з її кальвіністським віросповіданням. У 1583 р. уклав союз з імператором Священної Римської імперії Рудольфом II під час війни Османської Імперії з Габсбургами в Угорщині. Кандидатом у королі Речі Посполитої його неофіційно висунув король Франції Генріх III Валуа, і у 1587 р. в якості кандидата на престіл брав участь у виборах короля для Речі Посполитої, але невдало.

### Престолонаслідування
Зі смертю Альфонсо II в 1597 р. законна лінія його династії обірвалася. Імператор Священної Римської імперії Рудольф II визнав спадкоємцем кузена померлого, Чезаре д'Есте, котрому на той момент було 24 роки від народження. Тим часом, правонаступність була підтверджена лише імператором, але не Папою Римським. У 1598 р. Ферарське герцогство перестало існувати та стало частиною Папської області. Таке рішення прийняв Папа Климент VIII; він визнав владу Чезаре д'Есте нелегітимною й сумнівною.

### Покровитель наук і мистецтв
При правлінні Альфонсо II герцогство досягло найвищої точки слави. До двору д'Есте були залучені відомі свого часу поети, музиканти та філософи, як Торквато Тасо, Батіста Гуаріні, Луцаско Луцаскі, Ерколе Ботрігарі та Чезаре Кремоніні.
Альфонсо тримав «Кончерто деле Доні» — жіночий вокальний ансамбль, знаменитий своєю виконавською майстерністю. Великі кошти герцог також витратив і на відновлення замку Естенсе, зруйнованого після землетрусу в 1570 році.
Величезні витрати на війни, дипломатію і розкішне життя в результаті завдали значної шкоди скарбниці герцогства, разом з тим підірвавши й економічний стан самого народу.

## Сім'я
- Батько: Ерколе II д'Есте (1508—1559), герцог феррарський, моденський і реджоський (1534—1559).
- Кузен: Чезаре д'Есте (1562—1628), маркіз монетккійський (1587—1628); герцог феррарський (1597—1598), моденський і реджоський (1597—1628).
- Дружини:
  - 3 липня 1558 р. Альфонсо одружився з Лукрецією де Медічі, дочкою Козімо I Медічі і Елеонори Толедської. Через два роки після весілля герцогиня померла, ймовірно, від отруєння отрутою.
  - 5 грудня 1565 р. Альфонсо одружився вдруге з Барбарою Австрійською (30.04.1539 — 19.09.1572), восьмою донькою Фердинанда I, імператора Священної Римської імперії та Ганни Богемської й Угорської.
  - 24 лютого 1579 р. Альфонсо одружився втретє з Маргаритою Гонзага (27.05.1564 — 6.01.1618), старшою донькою Гульєльмо I, 3-го герцога Мантуї і 1-го герцога Монфератського та Елеонори Австрійської[ru]. Остання була племінницею другої дружини Альфонсо — Барбари Австрійської.

У герцога не було дітей, як законних, так і позашлюбних.